# Anolis aeneus

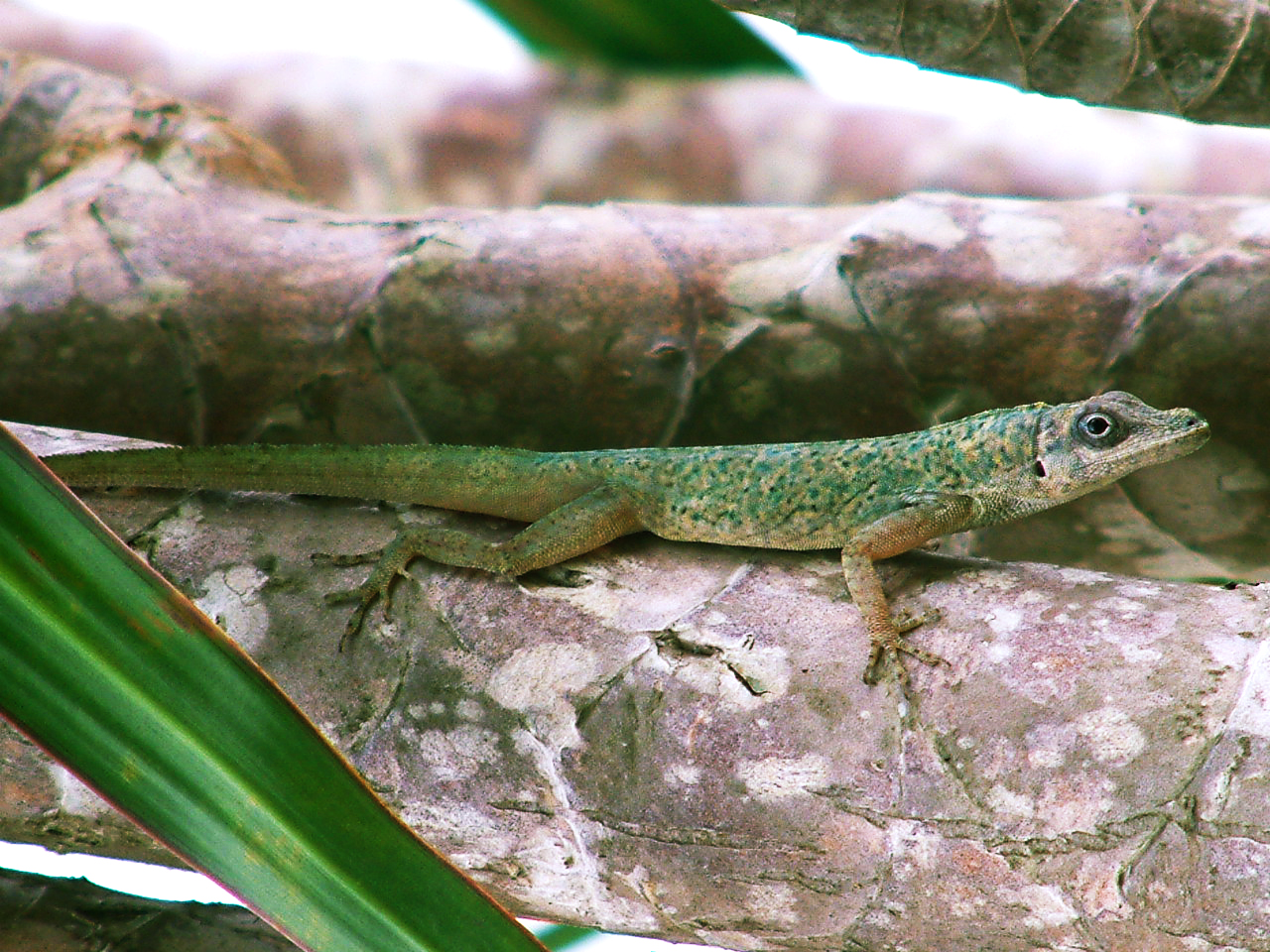
Бронзовий аноліс

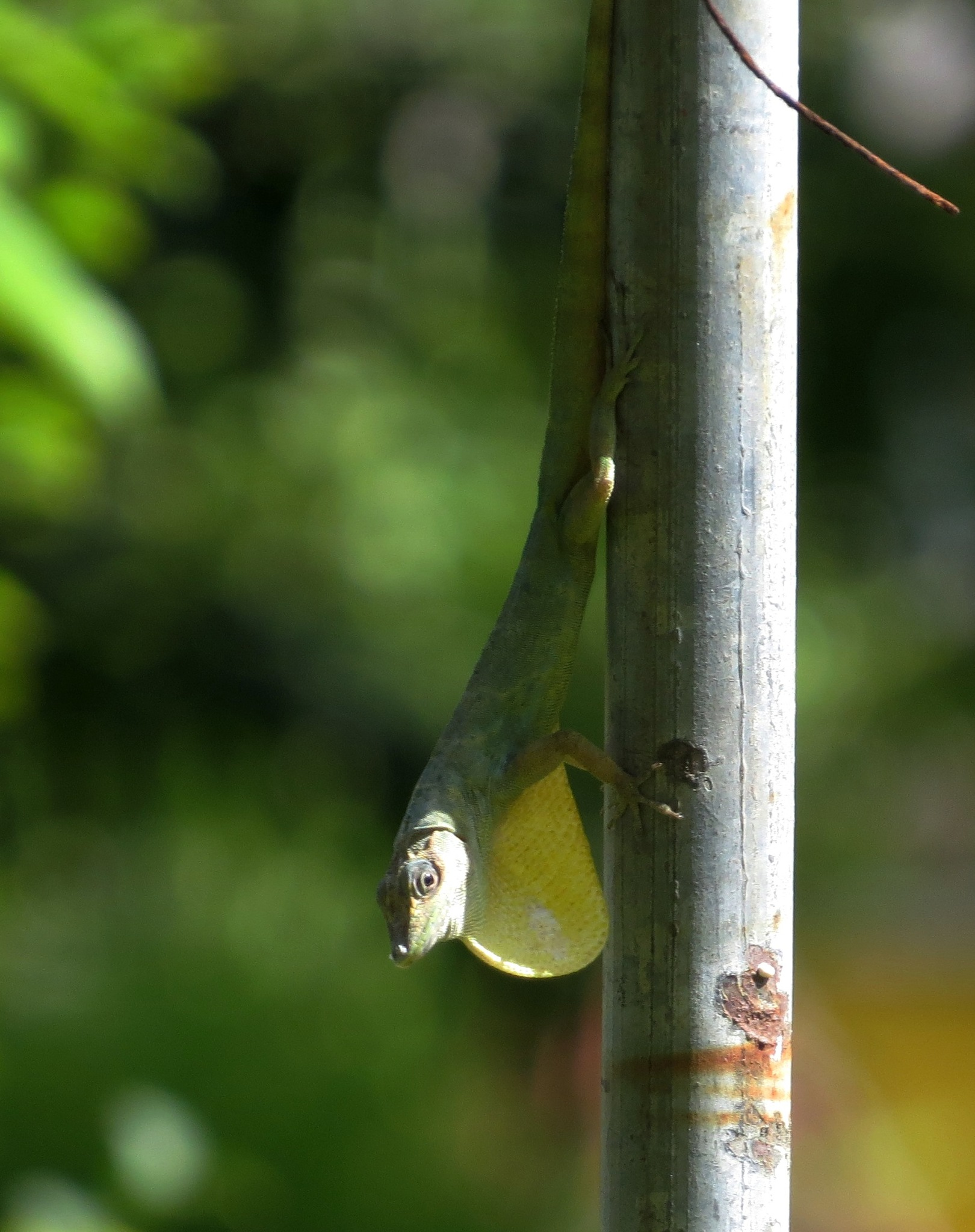
Бронзовий аноліс з роздутим горловим мішком

Anolis aeneus (бронзовий аноліс) — вид ігуаноподібних ящірок родини анолісових (Dactyloidae). Мешкає на Карибах.

## Опис
Довжина дорослих самців бронзових анолісів становить 7,7—8 см, самиць — 5,5 см. Голова загострена, тіло струнке. Верхня частина тіла у самців біло-сіра, оливкова або шоколадно-коричнева, з бронзовим або мідним відблиском або без нього, поцяткована темними і світлими плямками, що можуть формувати кілька поперечних смуг. Горловий мішок білий або тьмяно-зелений, з жовтою або оранжевою плямою біля переднього краю. Самиці мають переважно сіро-коричневе забарвлення, на спині у них є одна або кілька темних смуг. Загалом самиці більш темні, ніж самці.

## Поширення і екологія
Бронзові аноліси мешкають на Гренаді і Гренадинах, а також були інтродуковані на Тринідад і Тобаго та на Гаяну. Вони живуть в акацієвих і мескітових заростях, у сухих прибережних чагарникових заростях та в тропічних лісах, зустрічаються в мангрових лісах, в садах і поблизу людських поселень. Ведуть деревний спосіб життя, живляться комахами та іншими дрібними безхребетними, а також плодами, насінням, квітками і нектаром Chariantus grenadiensis.